# Anthurium dorbayae
Anthurium dorbayae är en kallaväxtart som beskrevs av Thomas Bernard Croat. Anthurium dorbayae ingår i släktet Anthurium och familjen kallaväxter. Inga underarter finns listade.